# Thallomys loringi
Thallomys loringi es una especie de roedor de la familia Muridae.

## Distribución geográfica
Se encuentra en Kenia y en el norte de Tanzania.

## Hábitat
Su hábitat natural son: subtropicales o tropicales bosques secos, sabanas, y matorrales.